# 贝格比滕
贝格比滕（法語：Bergbieten，法語發音：[bɛʁɡbitən]）是法国下莱茵省的一个市镇，属于莫尔塞姆区。

## 地理
贝格比滕（48°34'35"N, 7°27'30"E）面积4.24 平方千米，位于法国大東部大區下莱茵省，该省份为法国大陆部分最东部的省份，是阿尔萨斯的一部分，今与上莱茵省组成了阿尔萨斯欧洲集体，其南至上莱茵省，西南接孚日省和默尔特-摩泽尔省，西接摩泽尔省，北与德国接壤。
与贝格比滕接壤的市镇（或旧市镇、城区）包括：巴尔布龙、当戈尔桑、布吕什河畔丁赛姆、弗莱克斯堡、斯沙尔拉克贝尔甘伊尔姆斯泰、苏尔茨莱班、特雷奈姆。
贝格比滕的时区为UTC+01:00、UTC+02:00（夏令时）。

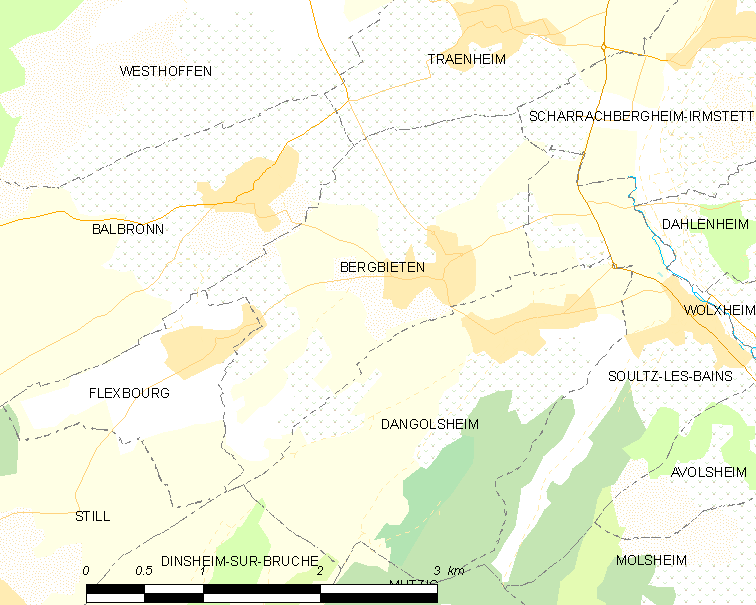
贝格比滕的OSM定位图

## 行政
贝格比滕的邮政编码为67310，INSEE市镇编码为67030。

## 政治
贝格比滕所属的省级选区为莫尔塞姆县。

## 人口

1962-2008年间贝格比滕人口变化图示

贝格比滕于2022年1月1日时的人口数量为725人。